# MacArthur Fellowship
MacArthur Fellowship, oficjalnie MacArthur Fellows Program (Nagroda MacArthurów, czasami zwana „grantem dla geniuszy”) – nagroda przyznawana co roku przez John D. and Catherine T. MacArthur Foundation od 20 do 40 obywatelom lub rezydentom Stanów Zjednoczonych każdego wieku i działającym w każdej dziedzinie działalności, którzy okazują zalety i perspektywiczność pozytywnego rozwoju swej kreatywnej pracy (show exceptional merit and promise for continued and enhanced creative work).
Według informacji z witryny WWW Fundacji MacArthurów, grant nie jest wyrazem docenienia jakiegoś osiągnięcia, ale swoistą inwestycją w ludzką oryginalność i potencjał, który ma być wykorzystywany z jak najlepszym skutkiem. Kwota MacArthur Fellowship wynosi 625 tysięcy dolarów, wypłacanych przez pięć lat. Do beneficjentów należą Leszek Kołakowski i Jerzy Grotowski.

## Lista MacArthur Fellows
Lista zdobywców grantu, uszeregowana według roku jego przyznania:

### 1981
- A.R. Ammons
- Iosif Brodski
- Gregory V. Chudnovsky
- Robert Coles(inne języki)
- Shelly Errington
- Henry Louis Gates Jr.
- Michael Ghiselin
- Stephen Jay Gould
- Ian Graham
- John Imbrie
- Elma Lewis
- James Alan McPherson
- Roy P. Mottahedeh
- Douglas D. Osheroff
- Robert Root-Bernstein
- Lawrence Rosen
- Carl E. Schorske
- Leslie Marmon Silko
- Derek Walcott
- Robert Penn Warren
- Stephen Wolfram
- John Cairns
- Joel E. Cohen
- Richard Critchfield
- Howard Gardner
- John Gaventa
- David Hawkins
- John P. Holdren
- Ada Louise Huxtable
- Robert W. Kates
- Raphael Carl Lee
- Cormac McCarthy
- Barbara McClintock
- Richard C. Mulligan
- Elaine H. Pagels
- David Pingree
- Paul G. Richards
- Richard Rorty
- Joseph H. Taylor Jr.
- Michael Woodford
- George Zweig

### 1982
- Fouad Ajami
- Charles A. Bigelow
- Peter Brown
- Robert Darnton
- Persi Diaconis
- William Gaddis
- Ved Mehta
- Robert Parris Moses
- Richard A. Muller
- Conlon Nancarrow
- Alfonso Ortiz
- Francesca Rochberg
- Charles Sabel
- Ralph Shapey
- Michael Silverstein
- Randolph Whitfield Jr.
- Frank Wilczek
- Frederick Wiseman
- Edward Witten

### 1983
- R. Stephen Berry
- Philip Curtin
- William Durham
- Bradly Efron
- David Felten
- Seloma Goitein
- Ramon Gutierrez
- Bela Julesz
- William Kennedy
- Leszek Kołakowski
- Brad Leithauser
- Ralph Manheim
- Charles Peskin
- Julia Robinson
- John Sayles
- Peter Sellars
- Adrian Wilson
- Irene Winter
- Mark Wrighton
- Seweryn Bialer
- William C. Clark
- Randall Forsberg
- Alexander L. George
- Mott Greene
- John Hopfield
- Sylvia Law
- Robert K. Merton
- Walter Morris
- A.K. Ramanujan
- Alice Rivlin
- Richard Schoen
- Karen Uhlenbeck

### 1984
- George Archibald
- Ernesto Cortes
- Robert Hass(inne języki)
- J. Bryan Hass
- Robert Irwin
- Ruth Prawer Jhabvala
- Paul Oskar Kristeller
- Sara Lawrence-Lightfoot
- Heather Lechtman
- Michael Lerner
- Andrew Lewis
- Arnold Mandell
- Matthew Meselson
- David R. Nelson
- Michael Piore
- Judith Shklar
- Carles Simic
- David Stuart
- John Toews
- James Turrell
- Jay Weiss
- Carl Woese
- Shelly Bernstein
- Peter Bickel
- William Drayton
- Sidney Drell
- Mitchell Feigenbaum
- Michael Freedman
- Curtis Hames
- Shirley Heath
- Bette Howland
- Bill Irwin
- John Fritz
- Galway Kinnell
- Henry Kraus
- Peter Mathews
- Beaumont Newhall
- Roger Payne
- Edward V. Roberts
- Elliot Sperling
- Frank Sulloway
- Alar Toomre
- Amos Tversky
- J. Kirk Varnedoe
- Bret Wallach
- Arthur Winfree
- Billie Young

### 1985
- Joan Abrahamson
- John Ashbery
- John F. Benton
- Harold Bloom
- Valery Chalidze
- William Cronon
- Merce Cunningham
- Jared Diamond
- Marian Edelman
- Morton Halperin
- Robert M. Hayes
- Edwin Hutchins
- Sam Maloof
- Andrew McGuire
- Patrick Noonan
- George Oster
- Thomas Palaima
- Peter Raven
- Jane Richardson
- Gregory Schopen
- Franklin Stahl
- J. Richard Stahl
- Ellen Steward
- Paul Taylor
- Shing-Tung Yau

### 1986
- Paul Adams
- Milton Babbitt
- Christopher Beckwith
- Richard Benson
- Lester Brown
- Caroline Bynum
- William A. Christian
- Nancy Farriss
- Benedict Gross
- Daryl Hine
- John Horner
- Thomas Joe
- David Keightley
- Albert Libchaber
- David Page
- George Perle
- James Randi
- David Rudovsky
- Robert Shapley
- Leo Steinberg
- Richard Turco
- Thomas Whiteside
- Allan Wilson
- Jay Wright
- Charles Wuorinen

### 1987
- Walter Abish
- Robert Axelrod
- Robert F. Coleman
- Douglas Crase
- Daniel Friedan
- David Gross
- Ira Herskowitz
- Irving Howe
- Wesley Jacobs
- Peter Jeffery
- Horace Judson
- Stuart Kauffman
- Richard Kenney
- Eric Lander
- Michael Malin
- Deborah Meier
- Arnaldo Momigliano
- David Mumford
- Tina Rosenberg
- David Rumelhart
- Robert Sapolsky
- Meyer Shapiro
- John Schwarz
- Jon Seger
- Stephen Shenker
- David Dean Shulman
- Muriel Snowden
- Mark Strand
- May Swenson(inne języki)
- Huynh Thong
- William Julius Wilson
- Richard Wrangham

### 1988
- Charles Archambeau
- Michael Baxandall
- Ruth Behar
- Ran Blake
- Charles Burnett
- Philip DeVries
- Andre Dubus II
- Helen Edwards
- Jon Else
- John Fleagle
- Cornell Fleischer
- Getatchew Haile
- Raymond Jeanloz
- Marvin Kahl
- Naomi Pierce
- Thomas Pynchon
- Stephen J. Pyne
- Max Roach
- Paul Roldan
- Anna Roosevelt
- David Rosenberg
- Susan Rotroff
- Bruce Schwartz
- Robert S. Shaw
- Jonathan Spence
- Noel Swerdlow
- Gary Tomlinson
- Alan Walker
- Eddie Williams
- Rita Wright
- Garth Youngberg

### 1989
- Anthony Amsterdam
- Byllye Avery
- Alvin Bronstein
- Leo Buss
- Jay Cantor
- George Davis
- Allen Grossman(inne języki)
- John Harbison
- Keith Hefner
- Ralf Hotchkiss
- John Irwin
- Daniel Janzen
- Aaron Lansky
- Jennifer Moody
- Errol Morris
- Vivian Paley
- Richard Powers
- Ellendea Proffer
- Martin Puryear
- Bernice Reagon
- Theodre Rosengarten
- George Russell
- Pam Solo
- Clair Van Vliet
- Baldemar Velasquez
- Bill Viola
- Eliot Wigginton
- Patricia Wright

### 1990
- John Bailar
- Martha Clarke
- Jacques d’Amboise
- Guy Davenport
- Lisa Delpit
- John Eaton
- Paul R. Ehrlich
- Charlotte Erickson
- Lee Friedlander
- Margaret Geller
- Jorie Graham(inne języki)
- Patricia Hampl(inne języki)
- John Hollander(inne języki)
- Thomas Holt
- David Kazhdan
- Calvin King
- M.A.R. Koehl
- Nancy Kopell
- Michael Moschen
- Gary Nabhan
- Sherry Ortner
- Otis Pitts
- Yvonne Rainer
- Michael Schudson
- Rebecca J. Scott
- Marc Shell
- Susan Sontag
- Richard Stallman
- Guy Tudor
- Maria Varela
- Gregory Vlastos
- Kent Whealy
- Eric Wolf
- Sidney Wolfe
- Robert Woodson
- Jose Zalaquett

### 1991
- Jacqueline Barton
- Paul Berman
- James Blinn
- Taylor Branch
- Trisha Brown
- Mari Jo Buhle
- Patricia Churchland
- David Donoho
- Steven Feld
- Alice Fulton
- Guillermo Gómez-Peña
- Jerzy Grotowski
- David Hammons
- Sophia Harris
- W. Lewis Hyde
- Ali Akbar Khan
- Sergiu Klainerman
- Martin Kreitman
- Harlan Lane
- Linder William
- Patricia Locke
- Mark Morris
- Marcel Ophuls
- Arnold Rampersad
- Gunther Schuller
- Joel Schwartz
- Cecil Taylor
- Julie Taymor
- David Werner
- James Westphal
- Eleanor Wilner

### 1992
- Janet Benshoof
- Robert Blackburn
- Unita Blackwell
- Lorna Bourg
- Stanley Cavell
- Amy Clampitt
- Ingrid Daubechies
- Wendy Ewald
- Irving Feldman
- Barbara Fields
- Robert Hall
- Ann Hanson
- John Holland
- Wes Jackson
- Evelyn Keller
- Steve Lacy
- Suzanne Lebsock
- Sharon Long
- Norman Manea
- Paule Marshall(inne języki)
- Michael Massing
- Robert McCabe
- Susan Meiselas
- Amalia Mesa-Bains
- Stephen Schneider
- Joanna Scott
- John T. Scott
- John Terborgh
- Twyla Tharp
- Philip Treisman
- Laurel Thatcher Ulrich
- Geerat Vermeij
- Gunter Wagner

### 1993
- Nancy D. Cartwright
- Demetrios Christodoulou
- Maria Crawford
- Stanley Crouch
- Nora England
- Paul Farmer
- Victoria Foe
- Ernest Gaines
- Pedro Greer
- Thom Gunn
- Ann Hamilton
- Sokoni Karanja
- Ann Lauterbach
- Stephen Lee
- Carol Levine
- Amory Lovins
- Jane Lubchenco
- Ruth Lubic
- Jim Powell
- Margie Profet
- Thomas Scanlon
- Aaron Shirley
- William Siemering
- Ellen Silbergeld
- Leonard van der Kuijp
- Frank von Hippel
- John Wideman
- Heather Williams
- Marion Williams
- Robert H. Williams
- Henry T. Wright

### 1994
- Robert Adams
- Jeraldyne Blunden
- Anthony Braxton
- Roger Brubaker
- Ornette Coleman
- Israel Gelfand
- Faye Ginsburg
- Heidi Hartmann
- Bill T. Jones
- Peter Kenmore
- Joseph E. Marshall
- Carolyn McKecuen
- Donella Meadows
- Arthur Mitchell
- Hugo Morales
- Janine Pease-Pretty on Top
- Willie Reale
- Adrienne Rich
- Sam-Ang Sam
- Jack Wisdom

### 1995
- Allison Anders
- Jed Buchwald
- Octavia E. Butler
- Sandra Cisneros
- Sandy Close
- Frederick Cuny
- Sharon Emerson
- Richard Foreman
- Alma Guillermoprieto
- Virginia Hamilton
- Donald Hopkins
- Susan Kieffer
- Elizabeth LeCompte
- Patricia Limerick
- Michael Marletta
- Pamela Matson
- Susan McClary
- Meredith Monk
- Rosalin Petchesky
- Joel Rogers
- Cindy Sherman
- Bryan Stevenson
- Nicholas Strausfeld
- Richard White

### 1996
- James Angel
- Joaquin Avila
- Allan Berube
- Barbara Block
- Joan Connely
- Thomas Daniel
- Martin Eakes
- Rebecca Goldstein
- Robert Greenstein
- Richard Howard(inne języki)
- John Jesurun
- Richard Lenski
- Louis Massiah
- Vonnie McLoyd
- Thylias Moss
- Eiko Otake & Koma Otake
- Nathan Seiberg
- Anna Deavere Smith
- Dorothy Stoneman
- William E. Strickland

### 1997
- Luis Alfaro
- Lee Breur
- Vija Celmins
- Eric Charnov
- Elouise Cobell
- Peter Galison
- Mark Harrington
- Eva Harris
- Michael Kremer
- Russel Lande
- Kerry Marshall
- Nancy Moran
- Han Ong
- Kathleen Ross
- Pamela Samuelson
- Susan Stewart
- Elizabeth Streb
- Trimpin
- Loïc Wacquant
- Kara Walker
- David Foster Wallace
- Andrew Wiles
- Brackette Williams

### 1998
- Janine Antoni
- Ida Applebroog
- Ellen Barry
- Tim Berners-Lee
- Linda Bierds
- Bernadette Brooten
- John Carlstrom
- Mike Davis
- Nancy Folbre
- Avner Greif
- Kun-Liang Guan
- Gary Hill
- Edward Hirsch
- Ayesha Jalal
- Charles R. Johnson
- Leah Krubitzer
- Stewart Kwoh
- Charles Lewis
- William McDonald
- Peter Miller
- Don Mitchell
- Rebecca Nelson
- Elinor Ochs
- Ishmael Reed
- Benjamin D. Santer
- Karl Sims
- Dorothy Thomas
- Leonard Zesking
- Mary Zimmerman

### 1999
- Jillian Banfield
- Carolyn Bertozzi
- Xu Bing
- Bruce Blair
- John Bonifaz
- Shawn Carlson
- Mark Danner
- Alison Des Forges
- Elizabeth Diller
- Saul Friedländer(inne języki)
- Jennifer Gordon
- David Hillis
- Sara Horowitz
- Jacqueline Jones
- Laura Kiessling
- Leslie Kurke
- David Levering Lewis
- Juan Maldacena
- Gay J. McDougall
- Campbell McGrath
- Denny Moore
- Elizabeth Murray
- Pepon Osorio
- Ricardo Scofidio
- Peter Shor
- Eva Silverstein
- Wilma Subra
- Ken Vandermark
- Naomi Wallace
- Jeffrey Weeks
- Fred Wilson
- Ofelia Zepeda

### 2000
- Susan E. Alcock
- K. Christopher Beard
- Lucy Blake
- Anne Carson
- Peter Hayes
- David Isay
- Alfredo Jaar
- Ben Katchor
- Hideo Mabuchi
- Susan Marshall
- Samuel Mockbee
- Cecilia Muñoz
- Margaret Murnane
- Laura Otis
- Lucia Perillo
- Matthew Rabin
- Carl Safina
- Daniel Schrag
- Susan Sygall
- Gina Turrigiano
- Gary Urton
- Patricia J. Williams
- Deborah Willis
- Erik Winfree
- Horng-Tzer Yau

### 2001
- Danielle Allen
- Andrea Barrett
- Christopher Chyba
- Michael Dickinson
- Rosanne Haggerty
- Lene Hau
- Dave Hickey
- Stephen Hough
- Kay Redfield Jamison
- Sandra Lanham
- Todd Martinez
- Iñigo Manglano-Ovalle
- Cynthia Moss
- Dirk Obbink
- Norman Pace
- Suzan-Lori Parks
- Brooks Pate
- Xiao Qiang
- Geraldine Seydoux
- Bright Sheng
- David Spergel
- Jean Strouse
- Julie Su
- David Wilson

### 2002
- Bonnie Bassler
- Ann Blair
- Katherine Boo
- Paul Ginsparg
- David B. Goldstein
- Karen Hesse
- Janine Jagger
- Daniel Jurafsky
- Toba Khedoori
- Liz Lerman
- George Lewis
- Liza Lou
- Edgar Meyer
- Jack Miles
- Erik Mueggler
- Sendhil Mullainathan
- Stanley Nelson
- Lee Ann Newsom
- Daniela Rus
- Charles C. Steidel
- Brian Tucker
- Camilo José Vergara
- Paul Wennberg
- Colson Whitehead

### 2003
- Guillermo Algaze
- James J. Collins
- Lydia Davis
- Erik Demaine
- Corinne Dufka
- Peter Gleick
- Osvaldo Golijov
- Deborah Jin
- Angela Johnson
- Tom Joyce
- Sarah H. Kagan
- Ned Kahn
- Jim Yong Kim
- Nawal Nour
- Loren Rieseberg
- Amy Rosenzweig
- Pedro A. Sanchez
- Lateefah Simon
- Peter Sis
- Sarah Sze
- Eve Troutt Powell
- Anders Winroth
- Daisy Youngblood
- Xiaowei Zhuang

### 2004
- Angela Belcher
- Gretchen Berland
- James Carpenter
- Joseph DeRisi
- Katherine Gottlieb
- David Green
- Aleksandar Hemon
- Heather Hurst
- Edward P. Jones
- John Kamm
- Daphne Koller
- Naomi Leonard
- Tommie Lindsey
- Rueben Martinez
- Maria Mavroudi
- Vamsi Mootha
- Judy Pfaff
- Aminah Robinson
- Reginald Robinson
- Cheryl Rogowski
- Amy Smith
- Julie Theriot
- C.D. Wright

### 2005
- Marin Alsop
- Ted Ames
- Terry Belanger
- Edet Belzberg
- Majora Carter
- Lu Chen
- Michael Cohen
- Joseph Curtin
- Aaron Dworkin
- Teresita Fernández
- Claire Gmachl
- Sue Goldie
- Steven Goodman
- Pehr Harbury
- Nicole King
- Jon Kleinberg
- Jonathan Lethem
- Michael Manga
- Todd Martinez
- Julie Mehretu
- Kevin M. Murphy
- Olufunmilayo Olopade
- Fazal Sheikh
- Emily Thompson
- Michael Walsh

### 2006
- David Carroll
- Regina Carter
- Kenneth C. Catania
- Lisa Curran
- Kevin Eggan
- James Fruchterman
- Atul Gawande
- Linda Griffith
- Victoria Hale
- Adrian Nicole LeBlanc
- David Macaulay
- Josiah McElheny
- D. Holmes Morton
- John A. Rich
- Jennifer Richeson
- Sarah Ruhl
- George Saunders
- Anna Schuleit
- Shahzia Sikander
- Terence Tao
- Claire J. Tomlin
- Luis von Ahn
- Edith Widder
- Matias Zaldarriaga
- John Zorn

### 2007
- Deborah Bial
- Peter Cole
- Lisa Cooper
- Ruth DeFries
- Mercedes Doretti
- Stuart Dybek
- Marc Edwards
- Michael Elowitz
- Saul Griffith
- Sven Haakanson
- Corey Harris
- David Tishelman
- Cheryl Hayashi
- My Hang V. Huynh
- Claire Kremen
- Whitfield Lovell
- Yoky Matsuoka
- Lynn Nottage
- Mark Roth
- Paul Rothemund
- Jay Rubenstein
- Jonathan Shay
- Joan Snyder
- Dawn Upshaw
- Shen Wei

### 2008
- Chimamanda Ngozi Adichie
- Will Allen
- Regina Benjamin
- Kirsten Bomblies
- Tara Donovan
- Andrea Ghez
- Stephen D. Houston
- Mary Jackson (artystka)
- Leila Josefowicz
- Alexei Kitaev
- Walter Kitundu
- Susan Mango
- Diane E. Meier
- David R. Montgomery
- John Ochsendorf
- Peter Pronovost
- Adam Riess
- Alex Ross
- Wafaa El-Sadr
- Nancy Siraisi
- Marin Soljačić
- Sally Temple
- Jennifer Tipton
- Rachel Wilson
- Miguel Zenón

### 2009
- Lynsey Addario
- Maneesh Agrawala
- Timothy Barrett
- Mark Bradford
- Edwidge Danticat
- Rackstraw Downes
- Esther Duflo
- Deborah Eisenberg
- Lin He
- Peter Huybers
- James Longley (producent)
- L. Mahadevan
- Heather McHugh
- Jerry Mitchell
- Rebecca Onie
- Richard Prum
- John A. Rogers
- Elyn Saks
- Jill Seaman
- Beth Shapiro
- Daniel Sigman
- Mary Tinetti
- Camille Utterback
- Theodore Zoli

### 2010
- Amir Abo-Shaeer
- Jessie Little Doe Baird
- Kelly Benoit-Bird
- Nicholas Benson
- Drew Berry
- Carlos D. Bustamante
- Matthew Carter
- David Cromer
- John Dabiri
- Shannon Lee Dawdy
- Annette Gordon-Reed
- Yiyun Li
- Michal Lipson
- Nergis Mavalvala
- Jason Moran
- Carol Padden
- Jorge Pardo
- Sebastian Ruth
- Emmanuel Saez
- David Simon
- Dawn Song
- Marla Spivak
- Elizabeth Turk

### 2011
- Jad Abumrad
- Marie-Therese Connolly
- Roland Fryer
- Jeanne Gang
- Elodie Ghedin
- Markus Greiner
- Kevin Guskiewicz
- Peter Hessler
- Tiya Miles
- Matthew Nock
- Francisco Núñez
- Sarah Otto
- Shwetak Patel
- Dafnis Prieto
- Kay Ryan(inne języki)
- Melanie Sanford
- William Seeley
- Jacob Soll
- A.E. Stallings
- Ubaldo Vitali
- Alisa Weilerstein
- Yukiko Yamashita

### 2012
- Natalia Almada
- Uta Barth
- Claire Chase
- Raj Chetty
- Maria Chudnovsky
- Eric Coleman
- Junot Díaz
- David Finkel
- Olivier Guyon
- Elissa Hallem
- An-My Le
- Sarkis Mazmanian
- Dinaw Mengestu
- Maurice Lim Miller
- Dylan C. Penningroth
- Terry Plank
- Laura Poitras
- Nancy Rabalais
- Benoit Rolland
- Daniel Spielman
- Melody Swartz
- Chris Thile
- Benjamin Warf

### 2013
- Kyle Abraham
- Donald Antrim
- Phil Baran
- C. Kevin Boyce
- Jeffrey Brenner
- Colin Camerer
- Jeremy Denk
- Angela Duckworth
- Craig Fennie
- Robin Fleming
- Carl Haber
- Vijay Iyer
- Dina Katabi
- Julie Livingston
- David Lobell
- Tarell Alvin McCraney
- Susan Murphy
- Sheila Nirenberg
- Alexei Ratmansky
- Ana Maria Rey
- Karen Russell
- Sara Seager
- Margaret Stock
- Carrie Mae Weems

### 2014
- Danielle Bassett
- Alison Bechdel
- Mary L. Bonauto
- Tami Bond
- Brian Bunting
- Steve Coleman
- Sarah Deer
- Jennifer Eberhardt
- Craig Gentry
- Terrance Hayes
- John Henneberger
- Mark Hersam
- Samuel D. Hunter
- Pamela O. Long
- Rick Lowe
- Jacob Lurie
- Khaled Mattawa
- Joshua Oppenheimer
- Ai-jen Poo
- Jonathan Rapping
- Tara Zahra
- Zhang Yitang

### 2015
- Patrick Awuah
- Kartik Chandran
- Ta-Nehisi Coates
- Gary Cohen
- Matthew Desmond
- William Dichtel
- Michelle Dorrance
- Nicole Eisenman
- LaToya Ruby Frazier
- Ben Lerner
- Mimi Lien
- Lin-Manuel Miranda
- Dimitri Nakassis
- John Novembre
- Christopher Ré
- Marina Rustow
- Juan Salgado
- Beth Stevens
- Lorenz Studer
- Alex Truesdell
- Basil Twist
- Ellen Bryant Voigt
- Heidi Williams
- Peidong Yang[1]